# Conductisme
| Conductisme               |                           |                           |
|                           |                           |                           |
| Història de la psicologia |                           |                           |
| Història de la filosofia  |                           |                           |
| autors representatius     | John B. Watson BF Skinner | John B. Watson BF Skinner |

En la psicologia, el conductisme descriu les posicions que s'estenen de la creença que l'estudi del comportament té un valor independent d'altres preocupacions. Segons això, el comportament ha de ser l'únic objecte d'estudi de la psicologia i, per tant, els termes mentals (creença, objectius, afectes, etc.) no tenen gens d'interès per a determinar la conducta. Per tant, el conductisme és una disciplina que s'interessa només pel comportament.

## Orígens del conductisme

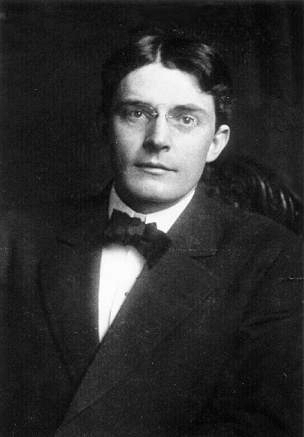
John Broadus Watson

A principis del segle xx, John B. Watson discutí el valor real d'una psicologia basada en la introspecció (psicoanàlisi) pel qual es referí al comportament com un objecte d'estudi en si mateix, i no com a mètode per a estudiar el sentit de la conducta. Açò era una ruptura substancial amb la psicologia del moment, que utilitzava el mètode d'introspecció i considerava l'estudi del comportament com quelcom sense validesa. Watson, en contrast, estudià l'ajust dels organismes als seus ambients, més específicament els estímuls particulars que provocaven als organismes a emetre les seues respostes. Molt del treball de Watson era comparatiu, és a dir, ell manipulà i observà canvis en el comportament d'animals.

## El condicionament clàssic
El treball de Watson era molt influenciat pel treball del fisiòleg rus Ivan Pàvlov, que descobrí per casualitat el fenomen del condicionament clàssic (que eren els reflexos essencialment apresos) en el seu estudi del sistema digestiu del gos, que accentuà fortament la fisiologia i el paper dels estímuls a produir respostes condicionades. Per aquesta raó, han descrit Watson sovint com el psicòleg del SR (estímul-resposta).

## El condicionament operant
Un altre dels pesos pesants del condicionament va ser Burrhus F. Skinner, que en els anys 40 i 50, desenvolupà una classe diferent de filosofia del conductisme, anomenada sovint conductisme radical, i de la ciència, anomenada anàlisi del comportament o anàlisi experimental del comportament. D'importància particular era el seu concepte de la resposta del subjecte. En contrast amb la idea d'una resposta fisiològica, el condicionament de Skinner o condicionament operant es basa en una classe estructural de respostes diferents però funcionalment equivalents. Per exemple, mentre que una rata podia pressionar una palanca amb la pota esquerra o la pota dreta o la cua, totes aquestes respostes compartixen una funció comuna, una conseqüència comuna, que és aconseguir l'objectiu d'aquestes conductes o reforç. La rata prem la palanca per a obtenir la bola de menjar pel que en aquest tipus de condicionament, l'estímul és posterior a la resposta, actuant com una recompensa a una determinada conducta. Aquesta mena de condicionament és el que explica per exemple, l'actitud de les persones que juguen a les màquines escurabutxaques i hi queden enganxades.

## Teràpies conductistes
Una variant del condicionament operant, és el condicionament advers on el subjecte aprèn a no realitzar una conducta pel fet que al produir-se aquesta, en compte de recompensa obté una situació desagradable per a ell i, per tant, va deixant d'emetre la conducta fins que aquesta desapareix. Un exemple d'això seria quan ens posen una multa per infringir una norma de trànsit, o quan algú comet un delicte i va a la presó o quan agafes un brandó roent de la llar de foc i et cremes… els exemples poden ser molt variats i donar-se en qualsevol situació de la vida. La característica més important de la teràpia conductista és que encara que el subjecte sàpiga que és condicionat això no n'influeix en absolut ja que produeix el mateix efecte. La teràpia conductista s'utilitza per al tractament de fòbies, bulímia, patologies derivades del joc, etc.